# 4399
4399（全称厦门四三九九网络股份有限公司）是中国大陆的一家小游戏公司，成立于2004年。董事长为骆海坚。2012年以前称为厦门游家网络有限公司。主营业务为网页游戏（含休闲小游戏）、移动网络游戏开发、发行以及运营互联网游戏平台。到2019年，已发展成为集网页游戏、移动网络游戏开发与发行以及游戏平台运营于一体的综合型互联网游戏公司。总部位于厦门，同时在广州、北京、韩国等地设有分支机构。

## 发行游戏

### 手机游戏
- 王者修仙
- 战神归来
- 热血神剑
- 造梦西游系列
- 火线精英

### 网页游戏
- 生死狙击[5]
- 火线精英
- 弹弹堂[6]
- 造夢西遊系列

## 发行应用
- 4399游戏盒
- 游拍

## 成就
- 4399网站的用户规模为3亿，获得Google2008年度 TOP10中文互联网品牌。[7]
- 2018年金翎奖玩家最喜爱的移动网络游戏（不朽凡人）
- 2018年金翎奖玩家最喜爱的网页游戏（火线精英）
- 2018年度中国互联网100强
- 中国游戏行业2017年度优秀企业
- 2017年度中国游戏行业-游戏运营先进单位
- 2016年度中国游戏行业游戏运营先进单位
- 2016年度中国十大网页游戏运营平台
- 2018-2019年度厦门市龙头骨干民营企业
- 2018年十大移动游戏运营平台-4399游戏盒[8]
- 2018年度厦门市文化企业十强
- 2018年4月，“中国互联网100强企业发明专利排行榜”发布四三九九网络股份有限公司历年发明授权专利41件，排名第18。[9]
- 2018新兴产业专精特新企业十强

## 相关事件和争议

### 投资
2009年，域名投资大王蔡文胜收购了4399在线小游戏网站域名，2014年，传闻称4399的大股东蔡文胜撤资，但4399予以否认，并称：“4399广州公司小部分游戏研发人员离职并不会影响公司业务，我们广州公司人员较多，游戏开发项目达数十个，另外蔡文胜一直是公司的重要股东，只是近来他因为个人原因慢慢淡出日常管理。”蔡文胜在其微博中否认了新浪收购4399，并称这很娱乐。不过，蔡文胜把4399的股份置换了骆海坚手里forgame的股份，而骆海坚手里的4399股份从1.5%变为万分之七，从而深陷“骗股”事件。但蔡文胜表示自己手上没有股份，所以4399与蔡文胜无关。

### 裁员
2014年，4399广州公司被传裁员300人，截至2014年4月28日被裁员工数量已接近300人，约占该公司总人数的八分之一。4399公司予以否认。

### 破解与盗版
4399小游戏最初曾通过破解游戏来扩充自己的游戏库，据称有专门的破解团队。从4399的游戏库里面也可以看出，有不少游戏是未经许可从中国大陆以外的游戏网站搬运而来，也有不少经过破解的无敌版游戏。例如《英雄大作戰V0.7終極無敵版》，则是破解了香港游戏制作者王國鴻所制作的游戏《英雄大作战》，使得原来要10.99美元（约60人民币）才能解锁的角色变成了免费，这使得王國鴻失去了付費買角色的收入來源。

### 絕地槍戰抄襲事件
4399因涉嫌製作一款和鬥陣特攻相同的遊戲，命名為絕地槍戰並發布於安卓及蘋果平台上，後遭到暴雪公司侵權告訴並下架。